# 가시 (2014년 영화)
《가시》는 2014년 4월 개봉한 대한민국의 영화이다.

## 줄거리
그 아이가 나타나고 모든 것이 변하기 시작했다!

학교에서 가장 인기 많은 체육교사 준기(장혁)는 영은(조보아)의 당돌한 고백에 당황한다. 평범한 일상을 보내던 준기에게 겁 없이 달려드는 영은은 오랫동안 잊고 지내왔던 가슴이 뛰는 설렘을 안겨준다.
비 오는 날, 교정.

우산 없이 비에 젖은 교복이 안쓰러웠던 준기는 자신의 체육복을 영은에게 빌려주고 그날 이후... 비극이 시작된다.
잠시 흔들렸던 준기는 이내 이성을 되찾고 영은과 거리를 두지만 순수하고 맹목적이던 영은의 사랑은 점차 광기 어린 집착으로 치닫기 시작한다.
준기의 눈길이 닿는 사람 모두를 장애물로 여겨 주시하기 시작한 영은은 아내 서연(선우선)에게까지 접근하고 심지어 서연이 함께 자고 있는 준기의 침실에 숨어드는 등 준기의 심장을 조여오는 섬찟한 행동을 이어간다.
밀어내려 할수록 영은이의 집착은 점차 대담하고 잔혹해져만 가는데...

## 캐스팅
- 장혁 : 준기 역
- 조보아 : 영은 역
- 선우선 : 서연 역
- 이도아 : 민주 역
- 도광원 : 석진 역
- 장서경 : 주희 역
- 신철진 : 수위 역
- 박진영 : 장인 역
- 도용구 : 산부인과 의사 역
- 왕태언 : 교장 역
- 김경식 : 박 선생 역
- 한희정 : 가정부 역
- 손희순 : 장모 역
- 유지연 : 처형 역
- 김원식 : 동서 역
- 윤복인 : 산부인과 간호사 역
- 백은주 : 학생주임 역
- 김예은 : 예은 역
- 여수아 : 슬기 역
- 이상미 : 상미 역
- 박정희 : 정희 역
- 이재연 : 재연 역
- 이새봄 : 새봄 역
- 우도임 : 도임 역
- 박규리 : 규리 역
- 강도은 : 주희모 역
- 정준영 : 정선생 역
- 최원석 : 원석 역
- 허지혜 : 신생병동 간호사 역
- 김미경 : 신생아실 간호사 역
- 오의택 : 남학생 역
- 이연준 : 키스남 역
- 박준혁 : 드라마 속 남녀 역
- 김보령 : 드라마 속 남녀 역